# Barbora Poláková
Barbora Poláková (* 3. října 1983 Kolín) je česká herečka a zpěvačka.

## Životopis
Narodila se roku 1983 v Kolíně.
Po ukončení EKO Gymnázia v Poděbradech pokračovala oborem činohra na Divadelní fakultě Akademie múzických umění v Praze, kde byli jejími profesory Jana Hlaváčová, Boris Rösner či Ladislav Mrkvička. Následně se stala členkou Divadla na Vinohradech.
Známou se stala účinkováním v divadelní hře Blonďatá bestie (A studio Rubín), v níž ztvárnila českou političku Kristýnu Kočí. Jako herečka natočila videoklipy k písním „Superstar“ od uskupení Supercrooo a „Láska tě spoutá“ Petra Muka. V létě 2012 se s Davidem Kollerem autorsky a interpretačně podílela na protestsongu nazvaném „Sami (jsme v prdeli)“, složeném pro politický kabaret Blonďatá bestie II: Blonďatá bestie vrací úder, který reflektoval české politické korupční kauzy. V roce 2012 se zúčastnila 5. řady televizní taneční soutěže StarDance …když hvězdy tančí, v níž vypadla s tanečníkem Václavem Masarykem v šestém kole.
Na podzim 2013 se stala jednou z představitelek hlavní role Lucie v muzikálu Lucie, větší než malé množství lásky. V listopadu 2015 vydala první album, eponymní Barbora Poláková, kterému již v srpnu vyšel první singl „Nafrněná“ doplněný videoklipem režisérky Terezy Kopáčové. Tento singl byl na výročních Cenách Anděl 2015 oceněn jako Skladba roku a Barbora Poláková se stala Objevem roku. Album obsahovalo i její první známou píseň „Kráva“, k němuž natočila videoklip s herečkou Markétou Stehlíkovou.
V roce 2015 poodkryla veřejnosti rodinnou historii v televizním populárně genealogickém pořadu Tajemství rodu. Díky profesionálním genealogům mimo jiné poznala své vzdálené příbuzné a dozvěděla se více o svém původu.
Roku 2014 natáčela sitcom Marta a Věra, při kterém se seznámila s hercem Pavlem Liškou. Do vztahu se narodily dvě dcery, a sice Ronja, která se narodila v Kladně 29. září 2015, a dceru Riku, jež se narodila v březnu 2017 v Rakovníku. Na začátku srpna roku 2021 Poláková s Liškou přiznali, že v té době již tři roky – tedy od roku 2018 – spolu nežili.
V roce 2025 založila s Janem Cinou a Markem Adamczykem pěvecké trio Ťupíci.

## Hudební produkce

### Singly
| Singl           | Cz-Radio Top 100 | Singles Digital Top 100 |
| --------------- | ---------------- | ----------------------- |
| Nafrněná (2015) | 9.               | 54.                     |
| Po válce (2017) |                  |                         |

### Diskografie
- 2015 – Barbora Poláková (album)
- 2018 – ZE.MĚ
- 2023 – ON/OFF

## Divadelní role

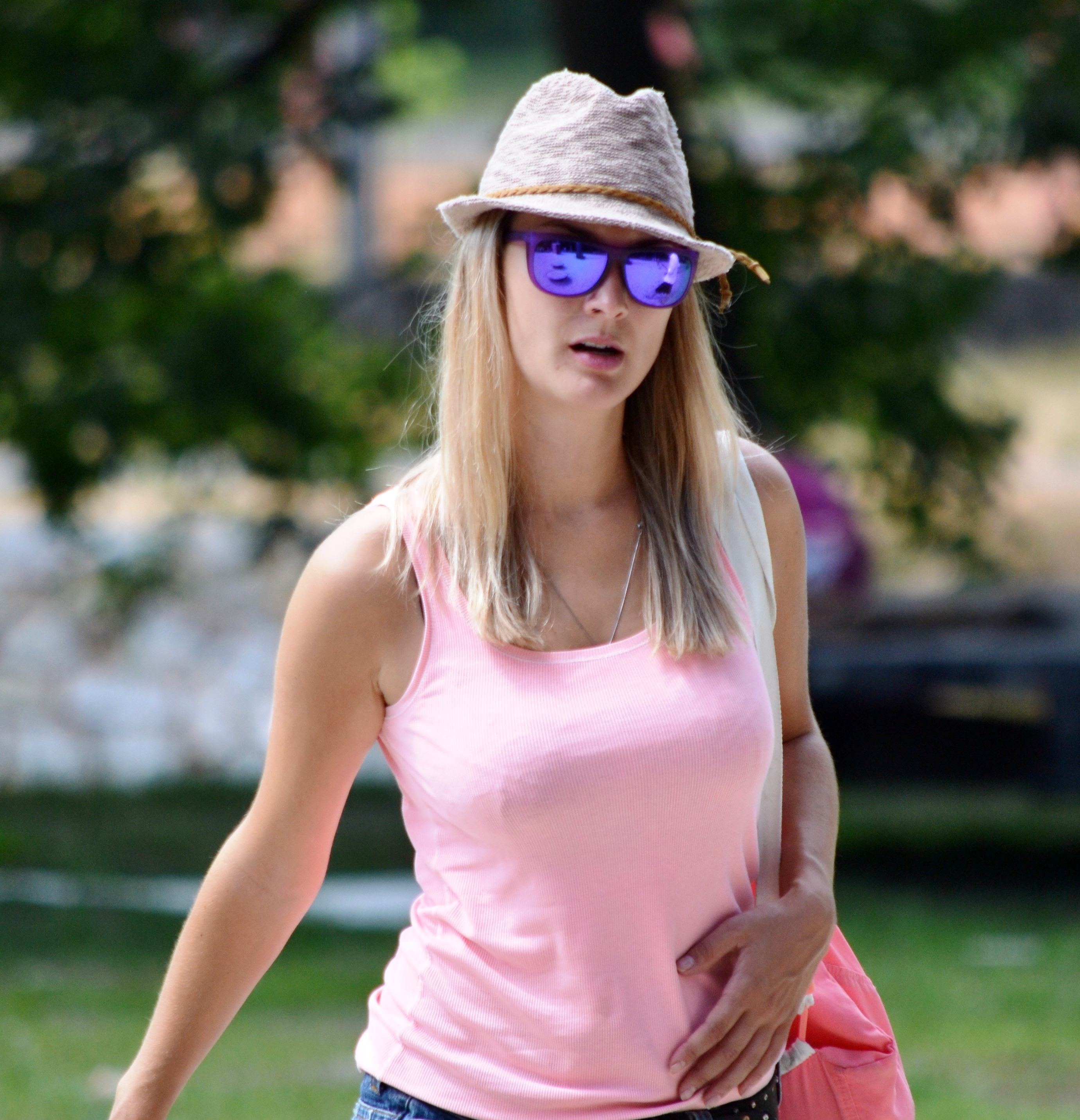
Barbora Poláková (2013)

### A studio Rubín
- Svrbí, 2009
- Blonďatá bestie, 2011
- Med, 2011
- Blonďatá bestie vrací úder, 2012
- Kabaret Bestie, 2013

### Dejvické divadlo
- Karel František Tománek: Kafka '24, 2014
- Karel František Tománek: Kakadu, 2014

## Herecká filmografie
- 2005 – 3 plus 1 s Miroslavem Donutilem (seriál)
- 2005 – Živnostník (televizní film)
- 2005 – Nejlepší je pěnivá (studentský film)
- 2005 – Dobrá čtvrť (seriál)
- 2006 – Kráska v nesnázích
- 2008 – Kriminálka Anděl (seriál)
- 2008 – František je děvkař
- 2010 – Okresní přebor (seriál)
- 2010 – Dokonalý svět (seriál)
- 2011 – Micimutr
- 2011 – Soukromé pasti, díl: „Útěk“
- 2011 – Lov
- 2011 – Láska z kontejneru
- 2011 – Blonďatá bestie (divadelní záznam z divadla A studio Rubín)
- 2012 – Láska je láska
- 2012 – Svatá čtveřice
- 2012 – Základka (seriál)
- 2012 – Definice lásky
- 2014 – Marta & Věra (seriál)[11]
- 2014 – Neviditelní (seriál)
- 2015 – Život je život
- 2017 – Kvarteto
- 2019 – TvMiniUni: Zloděj otázek
- 2020 – Krajina ve stínu
- 2020 – Bábovky
- 2020 – Prvok, Šampón, Tečka a Karel
- 2023 – Facky lásky
- 2024 – 40 rolí
- 2024 – Prázdniny s broučkem